# Dzieci i ryby
Dzieci i ryby – polski komediowy film fabularny w reżyserii Jacka Bromskiego z 1997 roku.

## Główni bohaterowie
- Anna Romantowska – Anna Sobolewska
- Krzysztof Stroiński – Antoni
- Gabriela Kownacka – aktorka Ewelina, przyjaciółka Anny
- Jan Nowicki – Marek, mąż Eweliny
- Jan Frycz – Piotr Włodarczyk, partner Anny
- Julia Kolberger – Marysia, córka Anny
- Cezary Pazura – reżyser Wiktor, współpracownik Anny
- Daniel Olbrychski – Franciszek, były mąż Anny

## W pozostałych rolach
- Piotr Rzymyszkiewicz – Policjant
- Rafał Maćkowiak – Zduń
- Katarzyna Dzida – Operator Kasia
- Barbara Babilińska – uczestniczka zjazdu absolwentów
- Monika Świtaj – przyjaciółka Anny
- Sebastian Miłkowski – mężczyzna
- Grzegorz Gierak – uczestnik balu absolwentów
- Andrzej Grąziewicz – senator na zjeździe absolwentów
- Małgorzata Pieczyńska – Krystyna Kurowska
- Henri Seroka – przedstawiciel producenta tamponów
- Ewa Ziętek – przyjaciółka Anny na przyjęciu panieńskim
- Beata Ścibakówna – dziennikarka
- Adam Ferency – pasażer w pociągu
- Paweł Iwanicki – członek ekipy realizującej reklamówkę na przyjęciu
- Lucyna Malec – aktorka występująca w reklamie proszku do prania
- Joanna Brodzik – supermodelka Joasia

## Opis fabuły
Anna prowadzi świetnie prosperującą agencję reklamową i wychowuje dorastającą córkę Marysię. Jej znajomy Piotr prowadzi drobny biznes i kocha się w Annie. Podczas zjazdu absolwentów szkoły Antoni spotyka się z Anną - niegdyś łączyła ich młodzieńcza miłość. Z czasem okazuje się jednak, że Anna jest w ciąży. Postanawia sama wychować dziecko, ale uczciwie zawiadamia o tym fakcie Antoniego.
Anna to przedsiębiorcza kobieta interesu, trzęsąca wielkim reklamowym konsorcjum i niedopuszczająca do głosu nie tyle przysłowiowych dzieci i ryb, co mężczyzn. Sukces nie przyszedł jej łatwo. Przeciwnie, został narzucony przez los. Kiedy Annę porzucił mąż, musiała jakoś utrzymać maleńką córeczkę. Zaczęła produkować filmy reklamowe, a że dobrze jej to wychodziło i miała szczęście, niebawem zrobiła karierę. Pewnego dnia spotyka Antoniego, swą młodzieńczą miłość.